# Gryllotalpa isfahan
Gryllotalpa isfahan är en insektsart som beskrevs av Ingrisch, Nikouei och Hatami 2006. Gryllotalpa isfahan ingår i släktet Gryllotalpa och familjen mullvadssyrsor. Inga underarter finns listade i Catalogue of Life.